# Rhachidosorus chrysocarpus
Rhachidosorus chrysocarpus är en ormbunkeart som först beskrevs av Cornelis Rugier Willem Karel van Alderwerelt van Rosenburgh, och fick sitt nu gällande namn av Ren-Chang Ching. Rhachidosorus chrysocarpus ingår i släktet Rhachidosorus och familjen Rhachidosoridaceae. Inga underarter finns listade.